# Zelandobius macburneyi
Zelandobius macburneyi är en bäcksländeart som beskrevs av Mclellan 1993. Zelandobius macburneyi ingår i släktet Zelandobius och familjen Gripopterygidae. Inga underarter finns listade i Catalogue of Life.